# Walther Gerlach
Walther Gerlach (n. 1 august 1889, Wiesbaden, Imperiul German – d. 10 august 1979, München, RFG) a fost un fizician german. Împreună cu Otto Stern, a efectuat experimentul Stern-Gerlach; rezultatele acestuia au pus în evidență proprietăți ale sistemelor microscopice (electroni și atomi) care nu pot fi explicate în cadrul fizicii clasice. Ele ilustrează principii fundamentale ale fizicii cuantice și au dus la formularea ipotezei privitoare la existența momentului cinetic intrinsec al electronului, numit spin.

## Vezi și
- Uranprojekt